# Сассу-Нгессо, Дени
Дени́ Сассу́-Нгессо́ (фр. Denis Sassou Nguesso; род. 23 ноября 1943) — конголезский военный, политический и государственный деятель, в 1979—1992 и с 1997 года — Президент Республики Конго. Один из основателей Конголезской партии труда (КПТ), председатель её Центрального комитета. В период первого президентства возглавлял марксистско-ленинский режим НРК. В 1990—1991 годах инициировал реформы, отстранён от власти по результатам выборов 1992 года. Вернулся к власти в результате гражданской войны и ангольской интервенции.

## Сподвижник президента Нгуаби
Выходец из крестьян племени мбоши. В 1961 году окончил школу и поступил на военную службу. В 1963 году окончил пехотное училище в Сен-Мексане во Франции, проходил военную подготовку в Шершеле в Алжире. Вернувшись в Конго, служил в парашютно-десантном батальоне под командованием Мариана Нгуаби.
Дени Сассу-Нгессо придерживался левых социалистических взглядов. Он положительно воспринял свержение правого прозападного президента Фюльбера Юлу. В июле 1968 года поддержал военный мятеж во главе с капитаном Нгуаби против президента Альфонса Массамба-Деба. В начале августа Сассу-Нгессо вошёл в состав правящей хунты — Национального совета революции во главе с Нгуаби. В конце 1969 года выступил одним из основателей марксистско-ленинской Конголезской партии труда (КПТ), вошёл в её Центральный комитет, а в 1970 — в Политбюро ЦК КПТ.
Принадлежал к ближайшему окружению президента Нгуаби. Принимал участие в подавлении правого мятежа Пьера Кинганги (1970) и ультралевого Движения 22 февраля Анжа Диавары (1972—1973). При этом в партийно-государственном руководстве шла острая закулисная борьба между Дени Сассу-Нгессо и Жоакимом Йомби-Опанго.
В 1970—1977 годах Сассу-Нгессо — партийный куратор обороны и госбезопасности (с мая 1972 член постоянной комиссии по армии, с декабря 1972 года её председатель; в 1975—1977 годах входил в Специальный революционный штаб ЦК КПТ). С 1976 года — министр обороны Государственного совета Народной Республики Конго (НРК). В 1977 году получил воинское звание полковника.

## Март 1977. Убийство Нгуаби
К началу 1977 года в НРК на фоне экономических трудностей обострился политический кризис. В стране ширилось недовольство политикой Нгуаби. Президент предупредил о скором кровопролитии. Среди партийно-государственных и военных функционеров, обеспокоенных непредсказуемостью подозреваемого в неадекватности Нгуаби, созрел заговор. Йомби-Опанго провёл совещание оппозиционеров с участием Сассу-Нгессо.
18 марта 1977 года при посещении генерального штаба Мариан Нгуаби был убит группой капитана Кикадиди. Ответственность была официально возложена на Альфонса Массамба-Деба, расстрелянного неделю спустя. Власть перешла к Военному комитету партии во главе с Йомби-Опанго, заместителем которого стал Сасу-Нгессо. Убийство Нгуаби было использовано как повод для волны репрессий.
Роль Дени Сассу-Нгессо в мартовских событиях 1977 года в полной мере неясна. Не раз обращалось внимание, что Кикадиди не мог проникнуть в помещения генштаба без санкции Сассу-Нгессо. На Национально-государственной конференции 1991 года некоторые делегаты прямо заявляли о причастности Йомби-Опанго и Сассу-Нгессо к убийству Нгуаби. Никаких последствий эти обвинения не имели.

## Президент НРК

### Во главе партии и государства
3 апреля 1977 года президентом НРК был объявлен Жоаким Йомби-Опанго. Дени Сассу-Нгессо сохранил пост министра обороны. Между главой государства и главой военного ведомства продолжалось прежнее соперничество. Оно завершилось 5 февраля 1979 года, когда ЦК КПТ отстранил от власти и постановил арестовать Йомби-Опанго, назначив временным главой государства Д. Сассу-Нгессо. 27 марта III внеочередной съезд КПТ утвердил его в качестве главы партии (председателя ЦК КПТ) и государства, а также премьер-министра. Он совместил также правительственные посты во всех силовых структурах. В 1984 и 1989 годах съезды КПТ переутверждали его во главе партии и государства.
Как президент подчёркивал неизменность марксистско-ленинского курса и приверженность заветам Нгуаби. Однако его политика была гораздо более прагматичной. Укреплялись политические связи с СССР (в 1981 году был заключён договор о дружбе между Советским Союзом и НРК), экономическое же сотрудничество, прежде всего в сфере нефтедобычи, развивалось с Францией и США, были получены кредиты от МВФ. На основе таких балансов ситуацию в стране удалось стабилизировать.

### Реформы и «раскаяние»

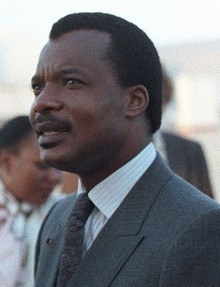
Сассу-Нгессо в 1986 году

Международные перемены конца 1980-х, вызванные Перестройкой в СССР, вынудили Дени Сассу-Нгессо приступить к политическим и экономическим реформам. В декабре 1989 года был анонсирован переход к рыночной экономике и проведена частичная амнистия политзаключённых. В сентябре 1990 разрешено создание оппозиционных политических партий. Сассу-Нгессо посетил США, провёл переговоры о получении кредита МВФ.
В начале 1991 года Национально-государственная конференция приняла программу политических реформ. Государственная идеология марксизма-ленинизма была отменена, декларирован переход к многопартийной демократии и рыночной экономике. Страна снова стала называться Республикой Конго. Были реабилитированы бывшие президенты Фюльбер Юлу, Альфонс Массамба-Деба, Жоаким Йомби-Опанго. Выступления Сассу-Нгессо звучали в «тоне раскаяния».

## В оппозиции и гражданской войне
На президентских выборах 9 августа 1992 года Дени Сассу-Нгессо получил лишь 17 % голосов и выбыл из борьбы в первом туре (ранее КПТ потерпела поражение на выборах в парламент Конго). Президентом был избран Паскаль Лиссуба, выступавший с программой либеральных реформ. Сассу-Нгессо и его партия первоначально вступили в альянс с новым президентом, поддержав Лиссубу в противостоянии с премьер-министром Бернаром Колеласом.
Президентство Лиссубы ознаменовалось не только реформами, но и серьёзной политической дестабилизацией, вылившейся в гражданскую войну 1997 года. Расстановка политических сил к тому времени изменилась: Сассу-Нгессо, опираясь на партийную милицию КПТ «Кобры», выступил против Лиссубы, а Колелас поддержал президента.
Исход боёв в пользу Сассу-Нгессо решило военное вмешательство Анголы. Президент Жозе Эдуарду душ Сантуш был заинтересован в победе Сассу-Нгессо, своего союзника 1980-х годов. Ангольские войска заняли ключевые объекты Браззавиля и быстро взяли ситуацию под контроль. 25 октября 1997 года Дени Сассу-Нгессо вторично был объявлен президентом Конго. Его возвращение к власти сопровождалось волной репрессий, за первые полгода было зафиксировано около ста политических казней и большое количество произвольных арестов.

## Режим второго правления
После возвращения Дени Сассу-Нгессо к власти в Конго утвердился режим «ангольской модели», ориентированный на Луанду (лишь в 2015 году душ Сантуш предупредил, что прекратит поддерживать Сассу-Нгессо, если конституционная реформа не покончит с насилием в Конго). Формально провозглашаются демократические и рыночные установки, реально политическая власть и контроль над экономическими активами, прежде всего нефтяными, сосредоточены в президентской семье и ближайшем окружении. В рамках процесса восстановления политической жизни в 2002 году на референдуме была принята новая конституция.
Устойчивость режима Сассу-Нгессо обеспечивают природные богатства страны — прежде всего нефть. Он смог обеспечить стабильность внутриполитической ситуации и, следовательно, безопасность работы иностранных экспортеров, прежде всего французской нефтяной компании Total. Падение цен на нефть означало для Конго ухудшение экономической ситуации. Это отразилось и в политической сфере: президент сменил главу правительства, посты в кабинете министров получили молодые технократы, впервые появились женщины-министры.
Президентский срок установлен в семь лет. Выборы проводились в 2002 и 2009 годах. В первый раз Сассу-Нгессо получил около 90 % голосов, во второй более 78 %. Формально выборы проводились на альтернативной основе, однако, по мнению многих обозревателей, кандидаты-оппоненты были людьми, специально выдвинутыми президентом с целью раздробления оппозиции либо представляли карликовые партии, изначально не имевшие шанса на победу. Оппозиционность характеризуется как проявления «радикального ислама». (При этом одну из оппозиционных групп возглавлял Жоаким Йомби-Опанго.)
27 марта 2015 года Сассу-Нгессо объявил о предстоящем референдуме, который должен был отменить конституционное ограничение президентских сроков и позволить ему баллотироваться в третий раз. Референдум прошёл 27 октября 2015 года, «за» проголосовали 92,96 % избирателей. В марте 2016 года Сассу-Нгессо вновь участвовал в президентских выборах и был переизбран, получив 60 % голосов. На президентских выборах 2021 года результат Сассу-Нгессо составил уже 88,57 % голосов.

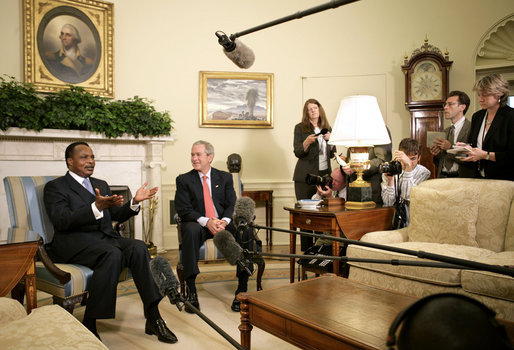
Сассу-Нгессо и Буш-младший в Овальном кабинете, 2006 год

В 2006 году Дени Сассу-Нгессо являлся председателем Африканского союза (предполагалось, что его выдвижение на этот пост призвано было заблокировать неприемлемую кандидатуру президента Судана Омара аль-Башира). Ранее он уже был председателем Организации африканского единства в 1986—1987.
Президент Сассу-Нгессо и члены его семьи регулярно обвиняются в финансово-коммерческих махинациях, коррупции, чрезмерных личных тратах, приобретении заграничной недвижимости.
В октябре 2021 года Дени Сассу-Нгессо был упомянут в скандале «Pandora Papers». По данным международного журналистского расследования, именно в 1998 году, сразу после возвращения к власти Сассу-Нгессо, была зарегистрирована на Британских Виргинских островах компания Inter African Investment. Дени Сассу-Нгессо отрицает существование подтверждающих документов.

## Семья
Дени Сассу-Нгессо женат на Антуанетт Сасу-Нгессо. Его дочь Эдит-Люси (1964—2009) была женой президента Габона Омара Бонго. Сын — Дени Кристель Сассу-Нгессо — глава государственной нефтяной компании.

## Награды
- Орден Почёта (27 июня 2024 года, Россия) — за большой вклад в развитие и укрепление отношений между Российской Федерацией и Республикой Конго[19].